# Florida State University College of Music
La Florida State University College of Music está ubicada en Tallahassee, Florida, al sur de los Estados Unidos, se trata de una de los dieciséis escuelas que conforman la Universidad Estatal de Florida. El colegio cuenta con una reputación internacional como una de las instituciones musicales más prominentes del mundo. La universidad tiene dos ganadores del Grammy, un exmaestro de conciertos de la Filarmónica de Nueva York, un premiado compositor Pulitzer, un ex tenor principal de la Opera Metropolitana, y el programa erudito más importante del mundo en musicoterapia médica. Como el tercer mayor programa de música en la educación superior, los programas de estudios integrales de la universidad engloban todas las áreas tradicionales de la música y el mundo del estudio de la música desde el bachillerato hasta el nivel de doctorado.